# Erwin Heim
Erwin Heim (* 15. Februar 1910 in Stuttgart; † 17. März 1987) war ein deutscher Kommunalpolitiker.

## Leben
Von 1948 bis 1972 war Heim Bürgermeister der Stadt Weinsberg.
1954 erhielt er das Bundesverdienstkreuz am Bande und 1974 das Bundesverdienstkreuz 1. Klasse. Am 24. März 1972 wurde er zum Ehrenbürger von Weinsberg ernannt.